# Hockey su pista nel 1952

## Cronologia degli eventi principali
- Dal 28 giugno al 6 luglio a Porto venne disputato il campionato del mondo; la nazionale portoghese vinse per la 5ª volta nella sua storia il torneo.

## Attività internazionale
| Competizione         | Edizione                            | Vincitore  | Titolo N° |
| -------------------- | ----------------------------------- | ---------- | --------- |
| Campionato del mondo | Campionato mondiale Barcellona 1952 | Portogallo | 5º titolo |
| Coppa delle Nazioni  | Coppa delle Nazioni 1952            | Spagna     | 1º titolo |

## Attività di club
- America

| Nazione   | Competizione                           | Edizione                                    | Vincitore             |
| --------- | -------------------------------------- | ------------------------------------------- | --------------------- |
| Argentina | Campionato della Provincia di San Juan | Campionato della Provincia di San Juan 1952 | Concepción            |
| Cile      | Campionato cileno                      | Honor Apertura 1952                         | Deportivo Thomas Bata |

- Europa

| Nazione        | Competizione            | Edizione                     | Vincitore     |
| -------------- | ----------------------- | ---------------------------- | ------------- |
| Francia        | Campionato francese     | Campionato francese 1952     | Tourcoing     |
| Germania Ovest | Campionato tedesco      | Campionato tedesco 1952      | Walsum        |
| Inghilterra    | National Cup            | National Cup 1952            | Herne Bay RHC |
| Italia         | Campionato italiano     | Serie A 1952                 | Triestina     |
| Portogallo     | Campionato portoghese   | 1ª Divisão 1952              | Benfica       |
| Spagna         | Coppa del Generalissimo | Coppa del Generalissimo 1952 | Reus Deportiu |
| Svizzera       | Campionato svizzero     | Lega Nazionale A 1952        | Montreux      |

## Nazionale italiana

### Risultati

#### Campionato mondiale 1952
| Porto 28 giugno 1952 | Italia | 4 – 2 | Paesi Bassi |  |

| Porto 30 giugno 1952 | Italia | 3 – 2 | Spagna |  |

| Porto 30 giugno 1952 | Francia | 3 – 2 | Italia |  |

| Porto 1º luglio 1952 | Italia | 3 – 1 | Portogallo |  |

| Porto 2 luglio 1952 | Italia | 9 – 0 | Danimarca |  |

| Porto 3 luglio 1952 | Italia | 5 – 1 | Belgio |  |

| Porto 4 luglio 1952 | Italia | 2 – 1 | Inghilterra |  |

| Porto 4 luglio 1952 | Italia | 4 – 2 | Svizzera |  |

| Porto 5 luglio 1952 | Italia | 12 – 1 | Egitto |  |

| Porto 6 luglio 1952 | Portogallo | 4 – 0 | Italia |  |

#### Amichevoli
| Porto 7 luglio 1952 | Egitto | 2 – 9 | Italia |  |

### Riepilogo riassuntivo
|  | Competizione             | PT | G  | V | N | P | GF | GS | Diff. |
|  | ------------------------ | -- | -- | - | - | - | -- | -- | ----- |
|  | Campionato mondiale 1952 | 16 | 10 | 8 | 0 | 2 | 44 | 17 | +27   |
|  | Amichevoli               | -  | 1  | 1 | 0 | 0 | 9  | 2  | +7    |
|  | Totale                   | -  | 11 | 9 | 0 | 2 | 53 | 19 | +34   |